# 黄旗堡站
黄旗堡站是一个胶济线上的铁路车站，位于山东省潍坊市坊子区黄旗堡街道，建于1902年，目前为四等站，邮政编码为262118。目前不办理客运业务，货运散堆装货物到达，设有通往潍坊旺润储运有限公司的专用线。